# ستان فايت
ستان فايت (بالإنجليزية: Stan Veit)‏ هو شخصية أعمال وكاتب أمريكي، ولد في 25 ديسمبر 1919، وتوفي في 29 يوليو 2010 في تيتوسفيل في الولايات المتحدة.